# Ballure Reservoir
Het Ballure Reservoir is een kunstmatig opvangbekken voor de productie van drinkwater op het eiland Man. Het is genoemd naar het dorp Ballure, en levert drinkwater aan de stad Ramsey. 

## Geschiedenis
Tot aan de oprichting van de Isle of Man Water Board in 1948 werd de stad Ramsey van drinkwater voorzien door een particulier bedrijf, the Ramsey Water Works Company Limited, die met toestemming van de Tynwald was opgericht in 1859.
In de eerste jaren van haar bestaan bouwde dit bedrijf twee betonnen reservoirs om het water van de Ballure beek op te vangen. Het laagste reservoir wordt niet meer gebruikt, maar is vanuit de lucht zichtbaar. Het hoger gelegen reservoir is inmiddels overdekt. Dit werd in de jaren vijftig omgebouwd tot de Water Treatment Works waterzuiveringsinstallatie. 
Aan het einde van de jaren zeventig van de 19e eeuw vond de Ramsey Water Works Company dat er een tekort aan water optrad in de zomer, wanneer toeristen de omgeving van Ramsey bezochten. Men besloot een dam te bouwen, bovenstrooms van de twee bestaande reservoirs, waardoor een nieuw reservoir ontstond dat bijna 82.000 kubieke meter water kon bevatten. De bouw begin in 1881 en was in 1884 gereed. 
De dam heeft een maximale hoogte van 17 meter. Om de dam heen ligt een omleiding die overvloedig regenwater kan afvoeren om de waterkwaliteit te garanderen.  
Tot haar einde in 1948 hield de Water Works Company een nauwkeurige administratie bij van de bedrijfsvoering van haar reservoir. Dit Reservoir Record Book ligt in de archieven van het bestuur van het eiland Man, de Isle of Man Water and Sewerage Authority. Daaruit blijkt dat het reservoir voor het eerst werd gevuld in januari 1885, waarbij meteen een lekkage werd ontdekt. Daarom werd de kleilaag die op de bodem was aangebracht verhoogd. 
De omgeving van Ballure Reservoir is een populair wandelgebied, met veel kleine watervalletjes. 
De Water Works gaven ook de naam aan een markant punt in de Snaefell Mountain Course, het stratencircuit dat wordt gebruikt voor de Tourist Trophy van Man en de Manx Grand Prix. Daar passeren de coureurs net ten zuiden van Ramsey Water Works Corner. 